# River Esporte Clube
|  | No s'ha de confondre amb Ríver Atlético Clube. |

El River Esporte Clube és un club de futbol brasiler de la ciutat de Boa Vista a l'estat de Roraima.

## Història
El club va ser fundat el 22 de desembre de 1962. El club ha estat tres cops campió estatal els anys 1979, 1989 i 1994.

## Estadi
El club disputa els seus partits a l'Estadi Flamarion Vasconcelos, anomenat Canarinho. Té una capacitat màxima per a 6.000 espectadors.

## Palmarès
- Campionat roraimense:
  - 1979, 1989, 1994